# ズアカアメリカムシクイ
ズアカアメリカムシクイ（Vermivora ruficapilla）は、スズメ目アメリカムシクイ科に分類される鳥類の一種。

## 分布
新北区に生息する。